# مشعل بن بدر بن سعود آل سعود
الأمير مشعل بن بدر بن سعود بن عبد العزيز آل سعود والدته الأميرة بنية بنت مشعل بن سعود العبد العزيز المتعب الرشيد. وكيل الحرس الوطني للقطاع الشرقي.
ولد في عام 1961 الموافق 1381 هـ. درس في معهد العاصمة النموذجي، وبعدها التحق بجامعة الإمام محمد بن سعود الإسلامية.

## أسرته
متزوج من الأميرة غادة بنت خالد بن عبد الله بن محمد بن عبد الرحمن آل سعود، وله من الأبناء:
- متعب بن مشعل بن بدر بن سعود بن عبد العزيز آل سعود، نائب أمير منطقة الجوف متزوج من الأميرة نوف بنت خالد بن بندر بن عبد العزيز آل سعود.[1]
- عبد العزيز بن مشعل بن بدر بن سعود بن عبد العزيز آل سعود
- عبد الله بن مشعل بن بدر بن سعود بن عبد العزيز آل سعود.
- بنية بنت مشعل بن بدر بن سعود بن عبد العزيز آل سعود.
- محمد بن مشعل بن بدر بن سعود بن عبد العزيز آل سعود.